# Serbistik
Serbistik oder serbische Philologie ist ein Bereich der Slawistik, welcher sich mit der serbischen Sprache, der serbischen Literatur, Landeskunde und Kultur(geschichte) befasst.
Es handelt sich um eine Teildisziplin der sich mit den Südslawischen Sprachen beschäftigenden Südslawistik, eines der drei Teile der Slawistik. Auch innerhalb dieser wird sie an den Universitäten des deutschsprachigen Raums gelehrt, da eine Behandlung jeder einzelnen Slawine unmöglich wäre.
Der Begriff Serbistik als solcher entstand erst in den 1990er Jahren. Bis dahin war die Serbistik einer der zwei Teile der Serbokroatistik. Mit dem Zerfall des ehemaligen Jugoslawiens kam es auch zum Zerfall dieser Disziplin, der oftmals nachgesagt wird, ein machtpolitisches Instrument im Dienste der sogenannten großserbischen Ideologie gewesen zu sein. Unter dem Druck der Sprachpolitik der nationalistischen Bewegungen Kroatiens und Serbiens wurde auch innerhalb der ausländischen Slawistik in den 1990er Jahren eingesehen, dass die Einheit des Serbokroatischen ohne den einigenden jugoslawischen Staat und den entsprechenden politischen Druck nicht erhalten werden kann. 
Heute befasst sich die Serbistik mit den traditionellen philologischen Gebieten, der Sprachwissenschaft und Literaturwissenschaft.
So wird in der Sprachwissenschaft die synchrone und diachrone Sprachwissenschaft, die Entwicklung des Serbischen innerhalb der slawischen Sprachgruppe, der Einfluss des Altkirchenslawischen und die anderen Gebiete der Linguistik gelehrt, angewandt auf die Serbische Sprache. Auch die sprachlichen Veränderungen der letzten Jahre sind Forschungsgegenstände.
In der Literaturwissenschaft und Kulturwissenschaft, wird sehr viel über die Geschichte der serbischen Literatur ab dem Mittelalter geforscht, die Literaturtheorie, Einflüsse und Entwicklungen der Literatur und dergleichen geforscht.
Die Landeskunde befasst sich mit der Kulturentwicklung und Geschichte des serbischen Volkes in Serbien, Kroatien, Bosnien und den anderen Balkanländern.
Seit 2018 erscheint die einschlägige Fachzeitschrift Tragovi in serbokroatischer Sprache.

## Serbistik an Universitäten außerhalb Serbiens
Das Studienfach Serbistik wird unter anderem an Universitäten in den folgenden Staaten gelehrt: Österreich, Ungarn, Ukraine, Slowakei, Tschechien, Polen, Bulgarien, Rumänien, Indien, Kanada.
Mit dem Slowenischen, Mazedonischen und Bulgarischen, Bosniakischen und Kroatischen bildet es die Südslawistik, einen Zweig der Slawistik.
Manche Slawisten betrachten Serbisch nach wie vor als Teil der serbokroatischen Sprache, obwohl dieser Begriff in den betreffenden Ländern aufgrund der sich voneinander abgrenzenden Nationalismen kaum noch verwendet wird.
Serbistik kann im Rahmen kombinierter oder verwandter Studiengänge unter anderem an folgenden Hochschulen studiert werden:
| Deutschland | - Humboldt-Universität zu Berlin: Bosnisch/Kroatisch/Montenegrinisch/Serbisch (als Schwerpunkt im Rahmen des B.A. Slawische Sprachen und Literaturen bzw. M.A. Slawische Sprachen) Institut für Slawistik - Universität zu Köln: Serbokroatistik (als Schwerpunkt innerhalb der Südslavischen Philologie) - Slavisches Institut der Universität zu Köln - Universität Leipzig: Bosnistik/Kroatistik/Serbistik (als Schwerpunkt innerhalb der Südslavistik) Institut für Slavistik - Johannes Gutenberg-Universität Mainz: Kroatistik/Serbistik (Magister) Institut für Slavistik - Universität Regensburg: Südslavische Philologie Institut für Slavistik - Universität Tübingen: Südslavistik (Magister) mit den Sprachen Serbisch/Kroatisch oder Slowenisch bzw. Slavistik (B.A.) mit Erstsprache Serbisch/Kroatisch Slavisches Seminar |
| Österreich  | - Karl-Franzens-Universität Graz: Bosnisch/Kroatisch/Serbisch (Diplom oder Lehramt) Institut für Slawistik - Universität Innsbruck: Bosnisch-Kroatisch-Serbisch (Magister) - Universität Wien: Bosnisch/Kroatisch/Serbisch (Bachelor/Master oder Lehramt) Institut für Slawistik - Alpen-Adria-Universität Klagenfurt: Slawistik (Bachelor/Master oder Lehramt-Diplom) Institut für Slawistik |